# 자이언트스텝
주식회사 자이언트스텝(GiantStep)은 서울특별시 강남구에 본사를 둔 리얼타임 컨텐츠 제작 기업이다.